# Ампер (река)
А́мпер или А́ммер (нем. Amper, Ammer) — река в Баварии. Речной индекс 164. Площадь бассейна реки составляет 3247,76 км². Длина реки — 185 км. Уклон реки — 2,39 м/км.
Истоки Аммера находятся в Аммерских Альпах (часть Северных Известняковых Альп) на высоте 850 м над уровнем моря близ Обераммергау. До впадения в озеро Аммерзе река называется Аммер. Аммер образуется в результате слияния нескольких горных речек, в том числе реки Линдер (Linder). В официальных документах иногда даются характеристики Ампера совместно с Линдером и некоторыми другими речками — источниками Линдера. В частности на сайте баварского ведомства по охране окружающей среды общая длина реки 209,49 км.
Впадает Ампер в Изар в Мосбурге-на-Изаре. Высота устья — 405 м над уровнем моря.
Притоки — Ах, Виндах, Вюрм.
В реке обитают форель и хариусы.
Аммергау, долина реки, известна производством игрушек и резьбой по дереву.

## Галерея

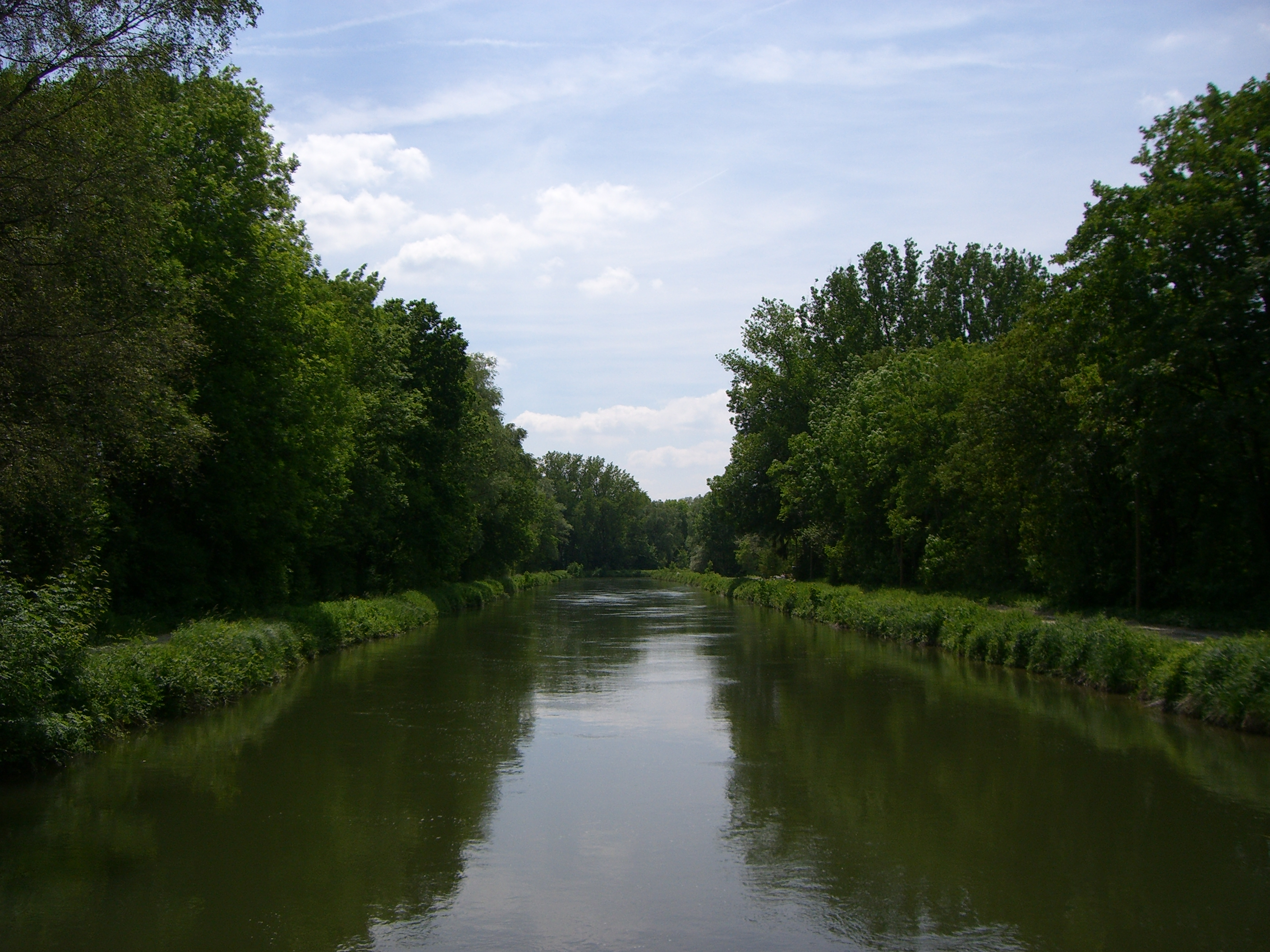
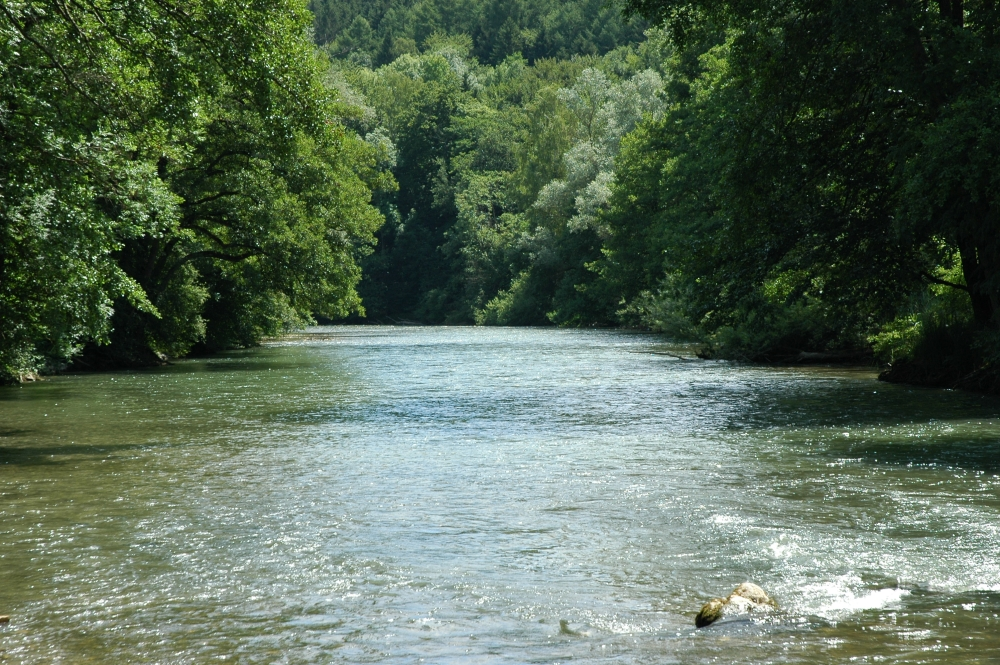
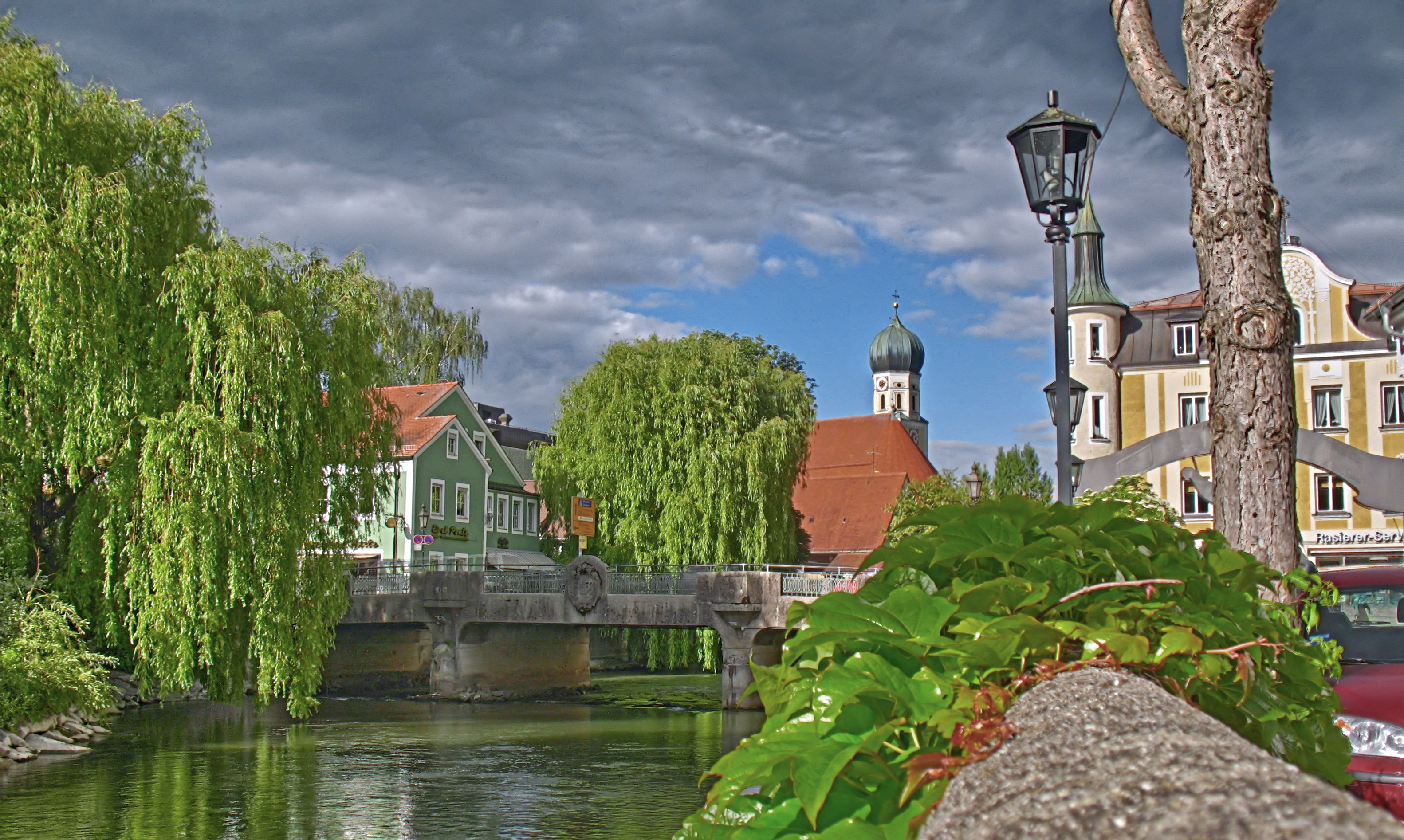
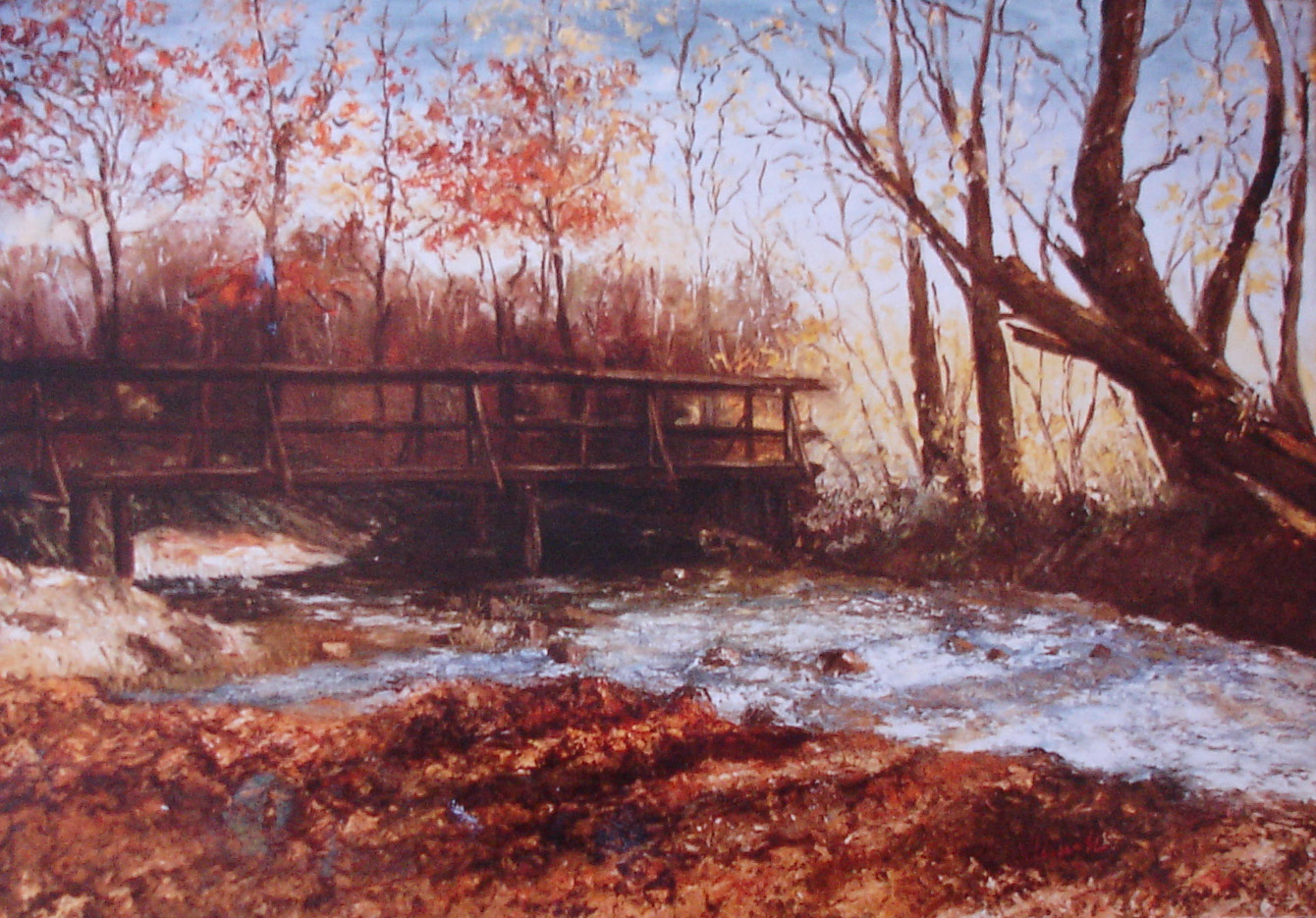